# Аэрофотоаппарат
Аэрофотоаппара́т — фотоаппарат специального назначения, предназначенный для аэрофотосъёмки участков земной поверхности с атмосферного летательного аппарата в хозяйственных, научных и военных целях. Состоит из съёмочной камеры, устройства её крепления к носителю (аэрофотоустановки) и командного прибора для автоматического дистанционного управления съёмочным процессом. По назначению аэрофотоаппараты делят на топографические и обзорные, по времени применения — на дневные, ночные и универсальные, по принципу действия — на кадровые, щелевые и панорамные. Кроме того, аэрофотосъёмка может быть плановой, когда оптическая ось объектива направлена в точку надира, и перспективной, когда она расположена под наклоном к горизонту.

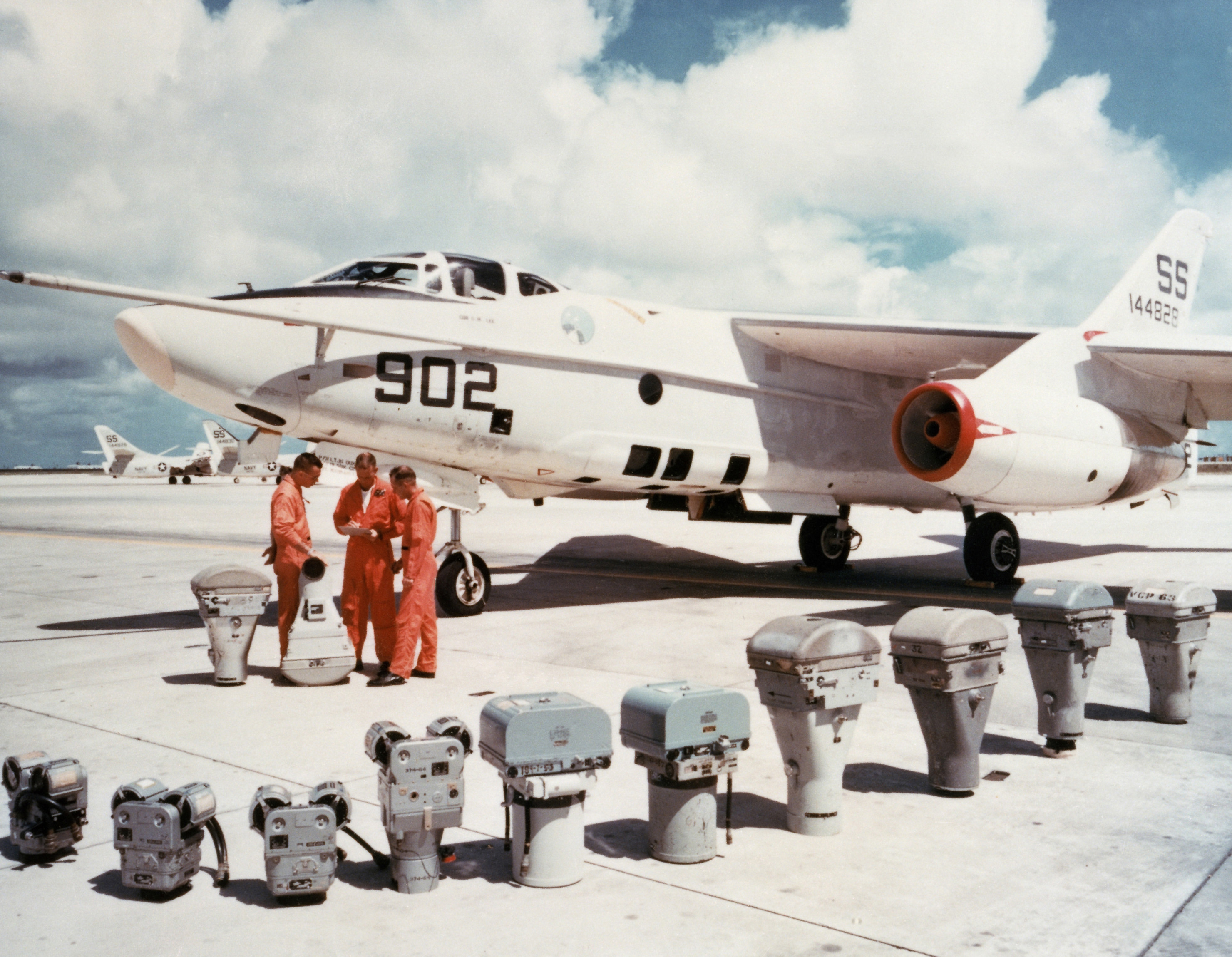
Аэрофотоаппараты разных типов

## Историческая справка
Первые попытки воздушной съёмки, предпринятые Надаром в 1855 году, проводились при помощи крупноформатных фотоаппаратов, предназначенных для портретной съёмки, и не приспособленных для аэрофотографии. Первый специализированный аэрофотоаппарат, пригодный для съёмки больших площадей на несколько фотопластинок, был построен французом Тибулье в 1884 году. Через пять лет российский инженер Ричард Тиле сконструировал «панорамограф», близкий по конструкции к французскому аналогу, и состоящий из шести камер, расположенных под наклоном вокруг седьмой с вертикальной оптической осью. Запуск затворов всех фотоаппаратов производился изобретённым Тиле электронивелиром, улавливающим отвесное положение оптической оси центральной камеры.
Первый настоящий аэрофотоаппарат, специально приспособленный для съёмок с воздуха, сконструировал в 1886 году русский инженер Вячеслав Измайлович Срезневский, использовав в качестве основы изобретённый им же пыле-влагозащищённый противоударный экспедиционный фотоаппарат, который изобретатель создал для экспедиции Николая Пржевальского в 1882 году.

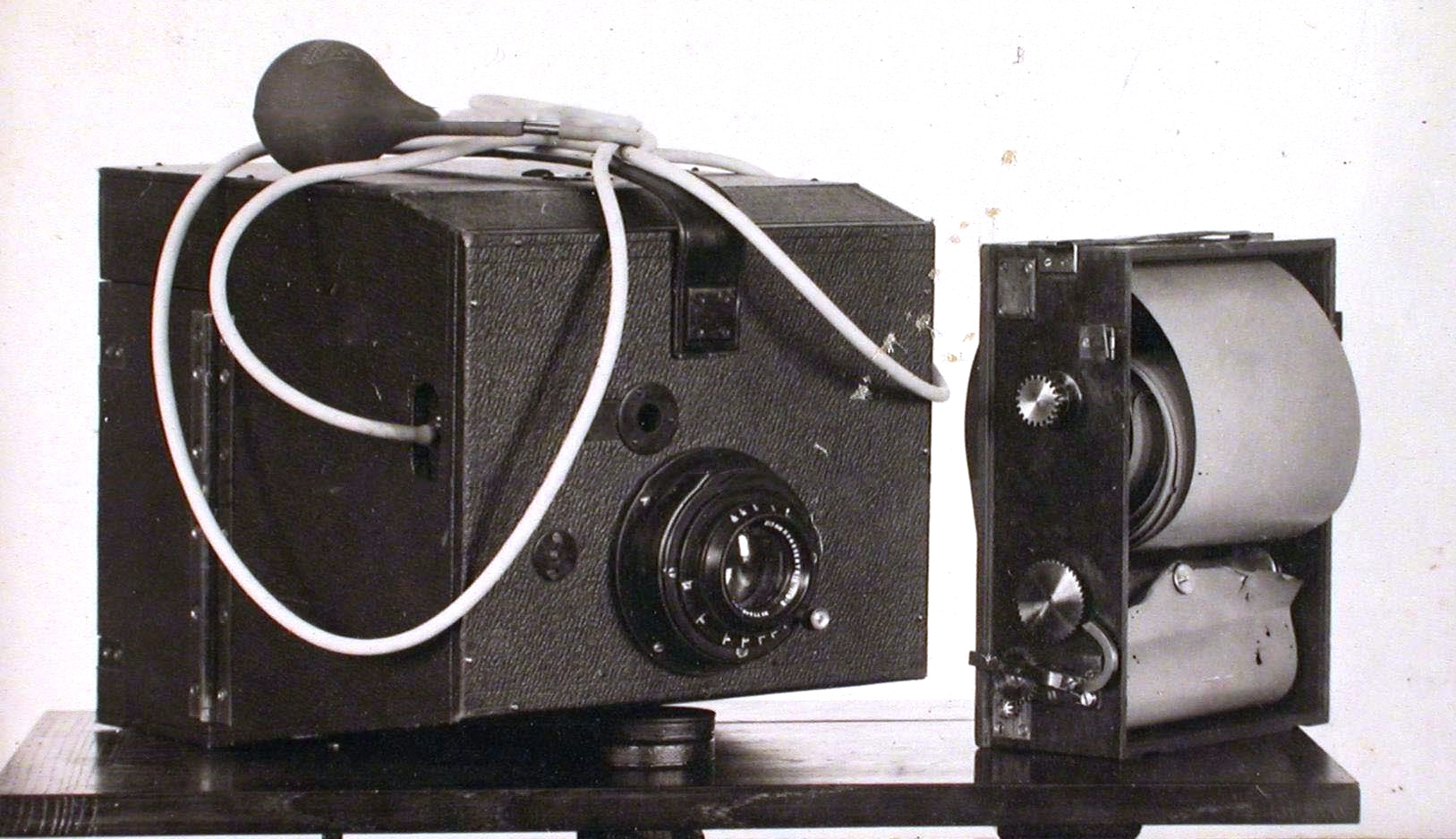
Полуавтоматический аэрофотоаппарат Потте. Российская империя, 1913 год

Наиболее бурное развитие аэрофотоаппаратов началось после появления первых самолётов, более пригодных для воздушной разведки, чем аэростаты. Съёмка с одноместного летящего самолёта потребовала автоматизации большинства процессов. Первый аэрофотоаппарат, приспособленный для маршрутной съёмки кадровым методом, был изобретён в 1896 году русским военным инженером Владимиром Потте. Впервые он использован для оценки результатов учебных стрельб морской артиллерии в 1898 году, а в 1912 году автором получен патент № 22433. Съёмка проводилась на катушечную фотоплёнку с форматом кадра 13×18 сантиметров объективом с фокусным расстоянием 210 мм и светосилой f/4,5. Во время Первой мировой войны аэрофотоаппарат использовался для разведывательных аэрофотосъёмок. Конструкция фотоаппарата Потте в то время была лучшей в мире. Он использовался в СССР до конца 1920-х годов для создания топографических карт.
В 1918 году фирма Eastman Kodak начала производство первого в мире полностью автоматизированного аэрофотоаппарата «К-1». Создание собственного аэросъёмочного оборудования в СССР началось под руководством Михаила Бонч-Бруевича после организации Всероссийского общества «Добролёт» в 1923 году.
Первым советским автоматическим аэрофотоаппаратом стал «АФА-13», сконструированный КБ ВООМП в 1934 году.
Дальнейшее развитие аппаратуры этого типа связано с разработкой широкоугольных ортоскопических объективов, позволяющих получать снимки больших площадей одним кадром без искажений. Значимым успехом советской оптической промышленности стала разработка в 1935 году инженером Михаилом Русиновым объектива «Лиар-6». При фокусном расстоянии 100 мм этот объектив покрывал кадр формата 13×18 см, обеспечивая угол поля зрения 104°. Немецкий аналог «Топогон», созданный в скором времени, обладал меньшей светосилой и недопустимо большой дисторсией. В конструкции аэрофотоаппаратов появляются приборы, фиксирующие элементы внешнего ориентирования: радиовысотомеры, статоскопы, гиростабилизаторы и другие. Внедряется автоматическое управление экспозицией. К началу 1950-х годов аэрофотоаппараты превратились в специализированное авиационное устройство с высокой степенью автоматизации.

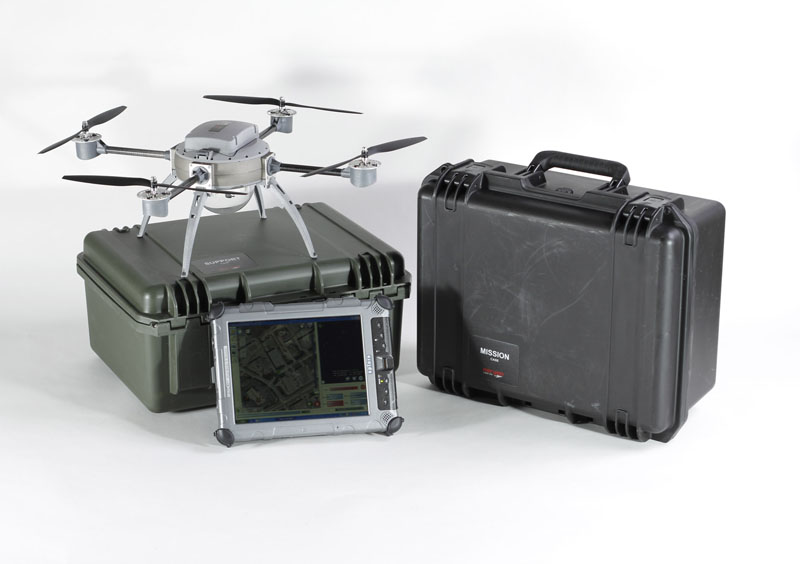
Современная портативная цифровая система для крупномасштабной аэрофотосъёмки на базе беспилотного мультикоптера

Бурное развитие цифровой фотографии на рубеже XX и XXI столетий предопределило появление цифрового аэрофотоаппарата. Главным препятствием замены аэрофотоплёнки фотоэлектрическим преобразователем стал небольшой формат доступных ПЗС-матриц, не превышавший в первых цифровых камерах размера 86×49 миллиметров. Сопоставимой с обычными аэрофотоаппаратами разрешающей способности удалось добиться в 2000 году компаниям Leica Geosystems и Intergraph при помощи объединения четырёх цифровых камер с такими сенсорами по 28 мегапикселей каждый и последующей обработки полученных файлов на компьютере. Дальнейшее развитие цифровых аэрофотоаппаратов идёт в направлении уменьшения размеров элементарного пикселя, а не увеличения площади матрицы. Так, второе поколение аэрокамер «Z/I Imaging DMC II» содержит в одном корпусе 4 спектрозональных цифровых камеры с небольшими сенсорами и одну 250-мегапиксельную с размером матрицы 90×84 мм. При этом диагональ фотодиодов не превышает 5,6 микрона. Другое направление разработки заключается в использовании вместо кадровой фотоматрицы ПЗС-линейки по принципу щелевого аэрофотоаппарата. Кроме оперативности получения результатов, одним из главных достоинств цифровых аэрофотоаппаратов является низкий уровень геометрических искажений изображения местности. Он достигается за счёт высокой точности изготовления фотоматриц и возможности программной коррекции искажений объектива.
В последние годы получает распространение дешёвая технология аэрофотосъёмки с беспилотных летательных аппаратов. Из-за небольшого потолка беспилотников доступна только съёмка небольших территорий в крупных масштабах, для которой вместо специализированных цифровых аэрофотоаппаратов может быть использована аппаратура общего назначения, в том числе цифровые зеркальные и беззеркальные фотоаппараты. Несмотря на преимущества цифровых методов, аналоговые аэрофотоаппараты продолжают использоваться, принимая участие в гибридной технологии при геодезических съёмках с больших высот. При этом дешифруется не плёночный негатив, а цифровой файл, полученный сканированием аэрофотоплёнки на фотограмметрическом сканере. Получаемое при этом разрешение в 180 мегапикселей превосходит этот же параметр большинства серийных цифровых аэрофотоаппаратов, обычно не превышающий 40 мегапикселей.

## Особенности конструкции

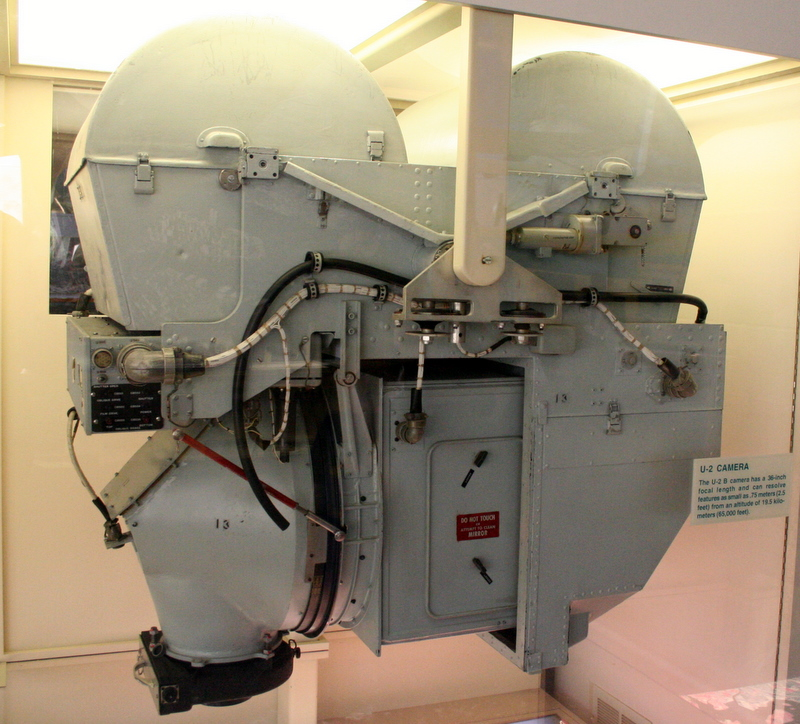
Аэрофотоаппарат самолёта-разведчика «Lockheed U-2»

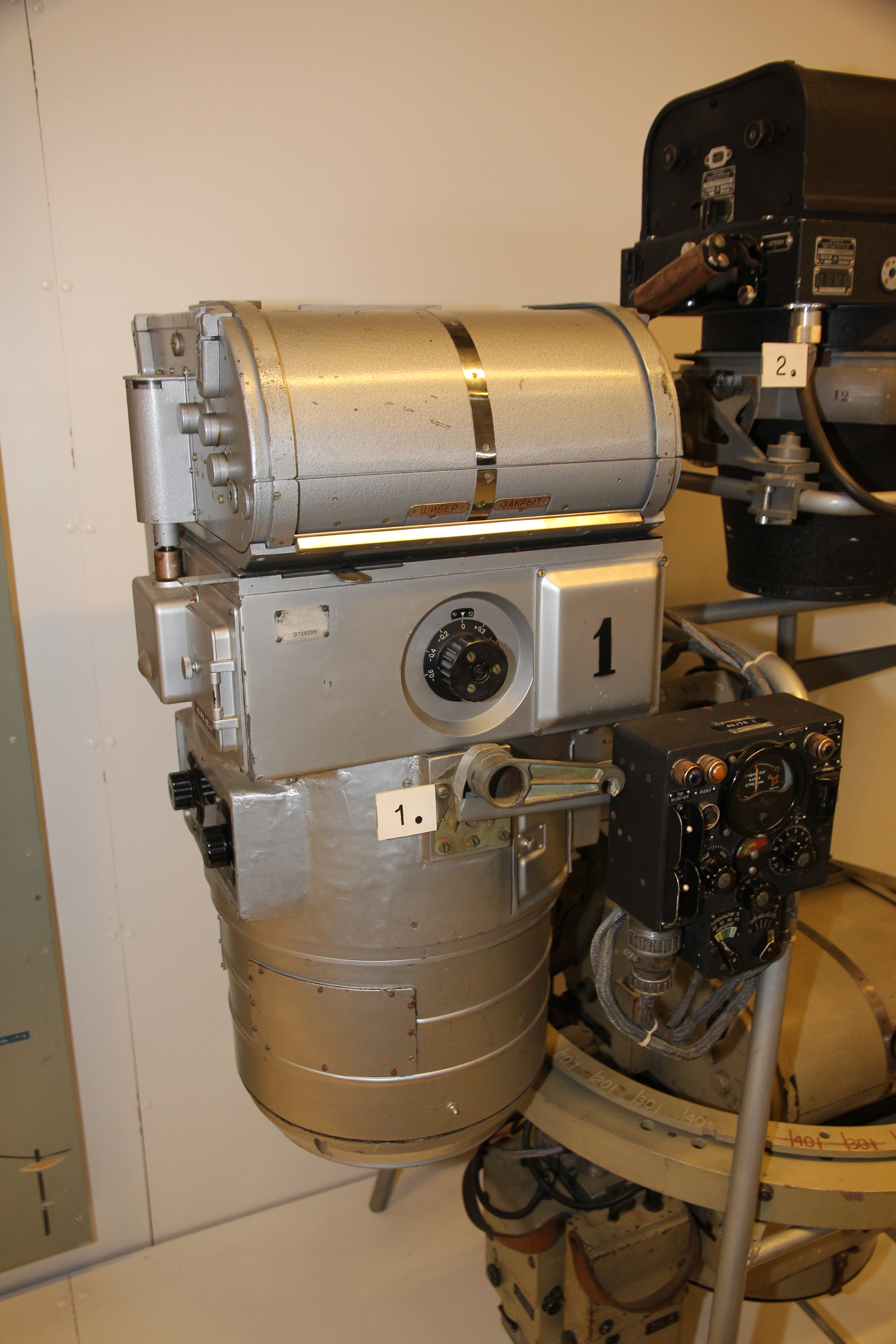
Советский аэрофотоаппарат «АФА-42»

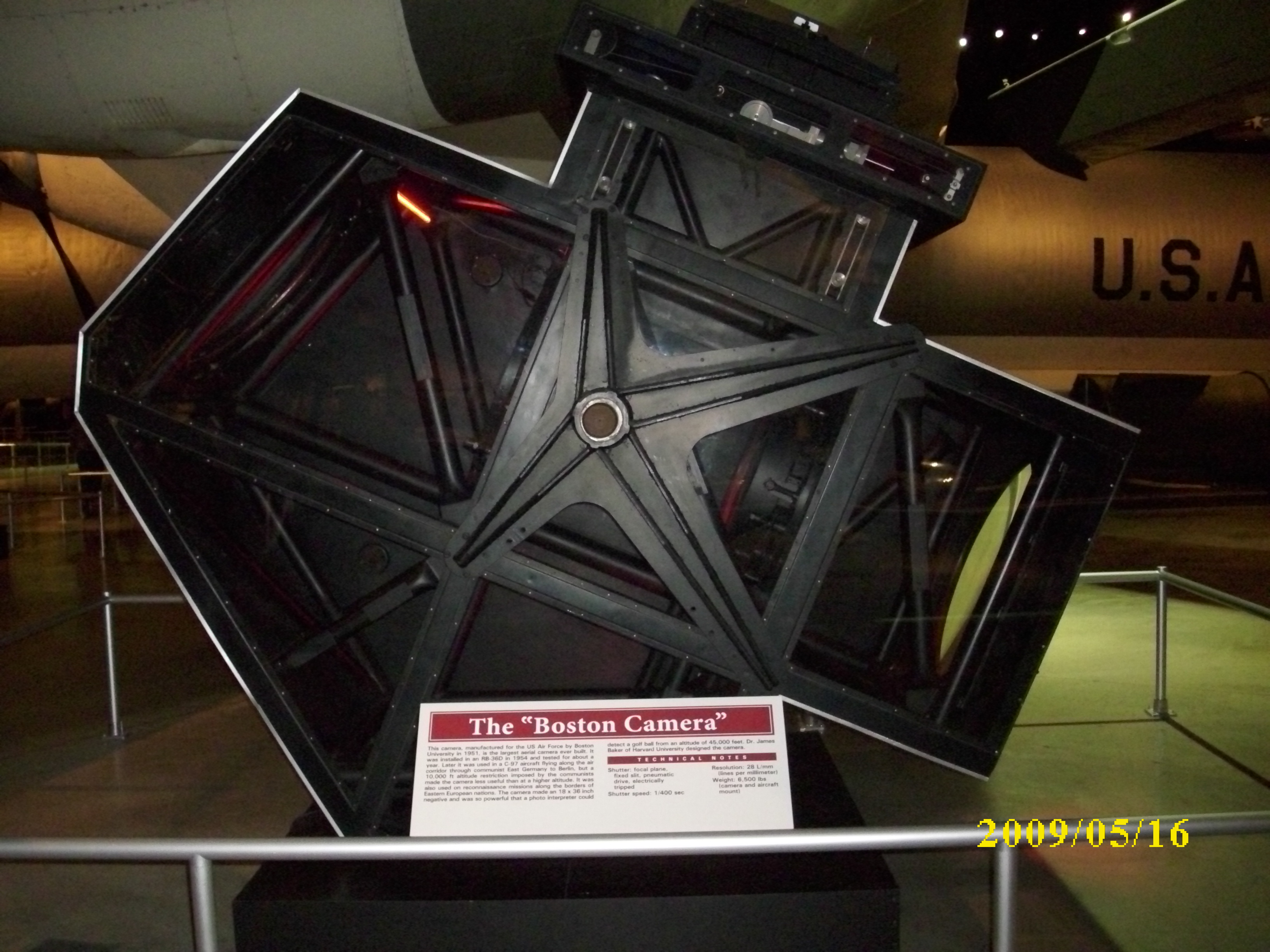
Самый большой в мире аэрофотоаппарат «Boston» с фокусным расстоянием объектива 6 метров

Главное отличие от всех остальных видов фотоаппаратуры заключается в необходимости обеспечения высокой точности измерений на местности при дешифровке снимков, требующей минимальных геометрических искажений изображения. Это достигается тщательным выравниванием аэрофотоплёнки в кадровом окне, высокой ортоскопичностью используемых объективов и точной ориентацией относительно земной поверхности. Данные о времени, параметрах полёта и ориентации в момент съёмки впечатываются большинством аэрофотоаппаратов на плёнку или записываются в цифровой файл снимка. Некоторые аэрофотоаппараты дополнительно впечатывают сенситометрический клин.
В современных аэрофотоаппаратах отсутствует видоискатель, поскольку они непригодны для съёмки с рук, и закрепляются на летательном аппарате неподвижно или через стабилизирующие платформы. Кадрирование производится изменением положения носителя при помощи специальных систем самолётовождения, интервалометров, а также датчиков высоты и крена. Управление аэрофотоаппаратами осуществляется дистанционно при помощи командных приборов, размещаемых в кабине экипажа и сопряжённых с аэронавигационным оборудованием и системами спутникового позиционирования. Часто аэрофотоаппараты снабжаются электрообогревом, предотвращающим запотевание стёкол и замерзание механизмов на большой высоте.

### Кадровые аппараты
Наиболее распространены кадровые аэрофотоаппараты, ведущие площадную или маршрутную съёмку местности последовательным фотографированием её участков с перекрытием соседних снимков. По классификации, принятой в обычной фотографии, большинство кадровых аэрофотоаппаратов можно отнести к крупноформатным, и из-за большого размера кадра они оснащаются системой выравнивания фотоплёнки в кадровом окне (чаще всего при помощи вакуума или прижима к стеклу). Площадь экспонируемого кадра ограничивается прикладной рамкой с координатными метками. В советских аэрофотоаппаратах наиболее распространённым был формат кадра 18×18 сантиметров, а в аппаратуре иностранного производства чаще встречается кадр 23×23 см. В настоящее время советский стандарт не используется.
Транспортировка аэрофотоплёнки и взвод затвора в большинстве случаев происходят при помощи встроенного электропривода. Объектив постоянного фокусного расстояния неподвижно сфокусирован на «бесконечность», поскольку съёмка происходит с высот, превышающих это значение для любого объектива. Иногда для охвата большой площади земной поверхности используются многообъективные кадровые фотоаппараты, в которых каждый объектив ведёт съёмку отдельного участка. В цифровых кадровых фотоаппаратах применяются ПЗС-матрицы прямоугольной формы. В полноформатных цифровых камерах используется одна матрица, а в среднеформатных готовое изображение сшивается компьютером из нескольких, полученных с небольших матриц через разные объективы. В большинстве случаев для повышения разрешающей способности фильтр Байера не используется, и при необходимости получения цветного или спектрозонального изображения съёмка ведётся четырьмя монохромными камерами за соответствующими светофильтрами.

### Щелевые аппараты
Такие аэрофотоаппараты осуществляют маршрутную аэрофотосъёмку не покадрово, а непрерывно, по принципу щелевой фотографии. Фотоплёнка с постоянной скоростью перемещается мимо щели, расположенной в фокальной плоскости объектива. При установке щелевого аэрофотоаппарата на носитель эта щель располагается перпендикулярно к направлению полёта. Движение плёнки синхронизируется с полётом таким образом, чтобы её скорость совпадала со скоростью перемещения оптического изображения. Выдержка регулируется не затвором, а шириной щели. Готовый снимок представляет собой сплошной кадр на рулоне фотоплёнки с непрерывным изображением местности, расположенной вдоль всего маршрута. Технология позволяет вести съёмку на малой высоте (50—100 м) и высоких скоростях полёта носителя (более 1000 км/ч), что недостижимо для кадровых аэрофотоаппаратов. Кроме того, щелевые аппараты более пригодны для ночной съёмки, поскольку даже при длинных выдержках дают несмазанное изображение.
В цифровых аэрофотоаппаратах аналогичной конструкции (сканирующих) вместо щели размещена ПЗС-линейка, а изображение формируется в кадровой памяти. Для измерительных целей аэроснимки, сделанные щелевыми аппаратами непригодны из-за геометрических искажений и разницы масштабов, получаемых в направлении полёта и перпендикулярном к нему. Цифровые щелевые камеры позволяют компенсировать искажения обработкой полученных данных специальным программным обеспечением. Достоинством сканирующих цифровых аппаратов является возможность получения цветного и спектрозонального изображения с высоким разрешением. Для этого вместо одной устанавливаются несколько ПЗС-линеек (чаще всего 3 или 4), расположенных за цветоделительной системой. В кадровых цифровых фотоаппаратах на монохромное изображение высокой чёткости накладывается цветное с низким разрешением, снижая информативность дешифровки. Двухщелевые аэрофотоаппараты позволяют вести съёмку сразу в двух разных масштабах или создавать трёхмерную модель местности за счёт параллакса, получаемого при движении самолёта. При этом первая щель фиксирует местность до её пролёта, а вторая — после, с другого ракурса.

### Панорамные аппараты
Служат для площадной аэрофотосъёмки последовательной фиксацией широких участков (панорам) местности, практически от горизонта до горизонта поперёк маршрута. Это достигается в простейшем случае многообъективными кадровыми аэрофотоаппаратами, состоящими из одной плановой и нескольких перспективных камер, расположенных наклонно. Специализированный панорамный фотоаппарат сканирует местность вращением объектива вокруг нодальной точки вместе с экспонирующей щелью. При этом фотоплёнка неподвижна и выровнена на поверхности цилиндра или конуса из оптического стекла, с радиусом, равным фокусному расстоянию объектива. Принцип действия таких аэрофотоаппаратов сходен с обычными фотоаппаратами для панорамной фотографии. В случае конической поверхности получается не планово-панорамный, а перспективно-панорамный снимок местности. В панорамных аппаратах с косвенным сканированием объектив неподвижен, а развёртка осуществляется расположенными перед ним вращающимися зеркалом или призмой. При этом аэрофотоплёнка перемещается синхронно с движением сканирующей системы. Панорамная аэрофотосъёмка также непригодна для точных измерений из-за геометрических искажений и применяется в специальных целях.

## Аэрофотообъективы
Аэрофотообъективы делятся на оптику, предназначенную для топографических или обзорных съёмок. К их оптическим качествам предъявляются самые высокие требования, часто взаимоисключающие. Они должны обладать минимальными геометрическими искажениями при больших углах поля зрения и высокой светосиле. В то же время, разрешающая способность таких объективов должна быть высокой как в центре, так и по полю, чтобы обеспечить высокую дешифровочную пригодность аэрофильма. Дополнительным требованием является температурная стабильность, исключающая ухудшение качества изображения при охлаждении объектива на больших высотах. Мировое объективостроение во многом обязано своим прогрессом масштабным работам по проектированию новейшей аэрооптики, развёрнутым в нескольких странах после Первой мировой войны.
Существенный вклад в это внесла советская оптическая промышленность во главе с Государственным оптическим институтом им. Вавилова. За несколько десятилетий были созданы оптические схемы светосильных широкоугольных анастигматов, ставших образцом для многочисленных подражаний, и открывших новые перспективы для других разработчиков. Наибольшую известность получили следующие советские аэрофотообъективы:
- «Ортогон-8» — Фокусное расстояние 55 мм; угол поля зрения 133°; формат кадра — 18×18 см.
- «Руссар-33» — Фокусное расстояние 100 мм; разрешение в центре 52 лин/мм; угол поля зрения 104°; формат кадра — 18×18 см.
- «Орион-1А» — Фокусное расстояние 200 мм; разрешение в центре 32 лин/мм; угол поля зрения 92°; формат кадра — 30×30 см.
- «Уран-16» — Фокусное расстояние 750 мм; разрешение в центре 28 лин/мм; угол поля зрения 30°; формат кадра — 30×30 см.
- «Телемар-7М» — Фокусное расстояние 1000 мм; разрешение в центре 33 лин/мм; угол поля зрения 24°; формат кадра — 30×30 см.
- «Телемар-12» — Фокусное расстояние 1800 мм; разрешение в центре 20 лин/мм; угол поля зрения 22°; формат кадра — 50×50 см.

Кроме советских объективов высокими оптическими качествами обладает иностранная оптика, такая как «Аэроэктар» и «Геогон» (США), «Авиогон» (Швейцария) и «Плеогон» (Германия).
Для облегчения дешифровки аэронегативов и снижения влияния атмосферной дымки на контраст, в большинстве аэрофотоаппаратов предусмотрено размещение перед объективом различных светофильтров. В зависимости от высоты, с которой проводится аэрофотосъёмка, выбираются светофильтры, в той или иной мере отсекающие коротковолновую часть спектра, которая подвергается наибольшему рассеянию в атмосфере. Светофильтры применяются также при съёмке в невидимых лучах, пропуская только полезную часть светового излучения.

## Производители
В СССР выпуск первых аэрофотоаппаратов был налажен на московском заводе «Геодезия», в годы войны эвакуированном за Урал. В дальнейшем основным производителем стал Казанский оптико-механический завод «КОМЗ». Кроме Советского Союза аэрофотоаппараты выпускались в других странах с развитой оптико-механической промышленностью: США, Великобритании, Италии, Франции, Германии и Японии. Наиболее известна аппаратура американской компании Fairchild Aerial Camera, немецкой Carl Zeiss и французской S. F. O. M.
Современная цифровая аэрофотоаппаратура выпускается компаниями Hexagon AB (результат слияния Leica Geosystems и Z/I Imaging, Швеция), IGI mbH (Германия), Visionmap (Израиль), Optech и Applanix (Канада), Vexcel Imaging (Австрия) и другими. В 2004 году выпуск цифровой сканирующей аэрофотокамеры «3-DAS-1» налажен на украинском НПП «Геосистема».